# أمنون بن تور
أمنون بن تور (بالعبرية: אמנון בן-תור) (ولد في عام 1935) عالم آثار إسرائيلي.
عمل أستاذا فخريا في الجامعة العبرية في القدس.
اشتهر بحفرياته في تل حاصور، وبرأيه بصحة الوجود التاريخي لمملكة داود والغزو لأرض إسرائيل، رغم أنها ذات أساس لاهوتي.
حصل على جائزة إسرائيل عام 2019 في مجال علم الآثار.
وهو ابن الجيولوجي الإسرائيلي يعقوب بن تور الذي حصل أيضا على جائزة إسرائيل في علوم الحياة عام 1955.

## جوائز
- حصل على جائزة إسرائيل في مجال علم الآثار في عام 2019.